# 로웨나 월리스

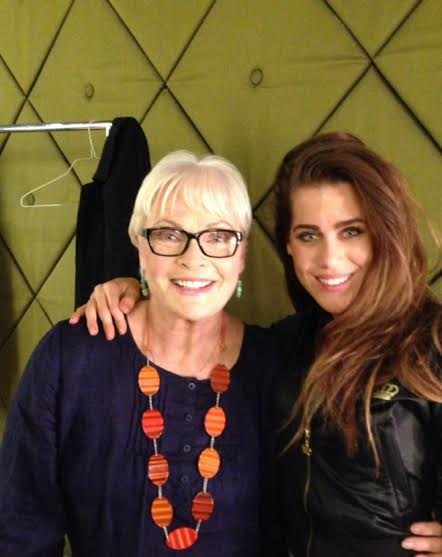

로웨나 월리스(Rowena Wallace, 1947년 8월 23일 ~ )는 영국의 배우이다.
코번트리에서 태어났다.

## 출연 작품
- 코드 11-14 (2003년)
- 살인 묵시록 (1995년)
- 사랑의 디자이너 (1989년)
- 스트라이크 오브 더 팬더 (1988년)
- 스퀴즈 어 플라워 (1970년)

### 텔레비전
- 프리즈너 (1980-81, Prisoner) - 앤 그리핀 역
- 홈 앤 어웨이 (2000-03) - 준 레이놀즈 역